# Inselanlage
Inselanlagen, netzunabhängige, autarke, Inselsysteme oder Off-grid-Systeme bezeichnen in der Regel Systeme zur Versorgung mit elektrischer Energie und sind festinstallierte oder mobile Anlagen, die ohne Anschluss an ein landesweites öffentliches Stromnetz realisiert werden. Sie werden dort eingesetzt, wo der Anschluss an das Stromnetz nicht möglich oder nicht wirtschaftlich ist. Ihr Betrieb wird Inselbetrieb genannt. Kleinere Stromnetze, welche aus einem oder einigen wenigen Elektrizitätswerken bestehen und die im Umfang größer sind, werden als Inselnetz bezeichnet.
Obwohl sich jede Anlage, die für sich alleine mit Energie gespeist wird, im Inselbetrieb befindet, verwendet man diesen Begriff nicht beim Bordnetz von Verkehrsmitteln. Bei diesen kann aber, ebenso wie bei Anlagen mit Netzanschluss, zeitweise Inselbetrieb auftreten, wenn eine Hilfsenergiequelle für längeren Stillstand für einen längeren Stromausfall vorhanden ist.
In Gebieten mit dichtem, zuverlässigen Stromnetz, wie im größten Teil Europas, sind Inselanlagen meist technische Geräte mit geringem Stromverbrauch, bei denen eine Verkabelung aufwändiger wäre als die Eigenversorgung etwa mit Solarmodulen. Beispiele hierfür sind Parkscheinautomaten, Weidezäune oder Maut-Kontrollbrücken.
Auch der Betrieb von Gebäuden kann in Form einer Inselanlage erfolgen. Ein energieautarkes Gebäude ist dabei ohne einen Anschluss an das öffentliche Strom- bzw. Gasnetz ausgeführt und bezieht auch keine anderen Energieträger wie z. B. Holz als Festbrennstoff. Dabei werden alle für den Betrieb erforderlichen Energiemengen auf der Liegenschaft des Gebäudes produziert. Im Gegensatz hierzu wird auf der Liegenschaft von einem Nullenergiehaus oder auch einem Plusenergiehaus über einen Zeitraum von typischerweise einem Jahr bilanziell genauso viel Energie, wie verbraucht wurde oder mehr hergestellt.

## Energiequellen

### Anlagen mit Verbrennungsmotor

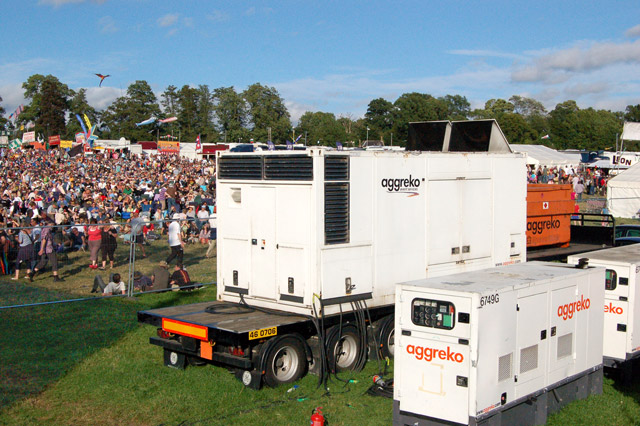
Dieselaggregate bei einer Großveranstaltung

Bei größerem Strombedarf werden meist mit Dieselmotoren, seltener auch Ottomotoren (auch Biogas-betrieben) gekoppelte Generatoren eingesetzt, die die landesüblichen Netzspannungen liefern und als Stromerzeugungsaggregat bezeichnet werden. Dieselaggregate oder fest installierte Dieselkraftwerke sind nicht besonders langlebig (1 bis 2 Jahre bis zur Motor-Überholung) und besitzen selbst bei hoher Auslastung einen schlechteren Wirkungsgrad (ca. 30 %) als Kohlekraftwerke. Anwendungsbeispiele dafür sind neben abgelegenen kleinen Siedlungen auch Großveranstaltungen mit hohem Strombedarf oder auch abgelegene Tankstellen. Bei Feuerwehr, THW und Bundeswehr kommen ebenfalls Dieselaggregate zum Einsatz.
Um eine Versorgung von für Netzwechselspannung ausgelegten Geräten zu garantieren, ist auch bei Inselsystemen eine halbwegs konstante Netzfrequenz von 50 Hz bzw. 60 Hertz notwendig. Dies wird durch die Drehzahlregelung des Generators oder bei Gleichstromquellen (Solarmodulen, Akkumulatoren) durch den eingesetzten Wechselrichter sichergestellt.
Dieselaggregate zeichnen sich zum Beispiel gegenüber Gasturbinen durch einen weniger mit der erzeugten Leistung schwankenden Wirkungsgrad aus.

### Regenerative Energien

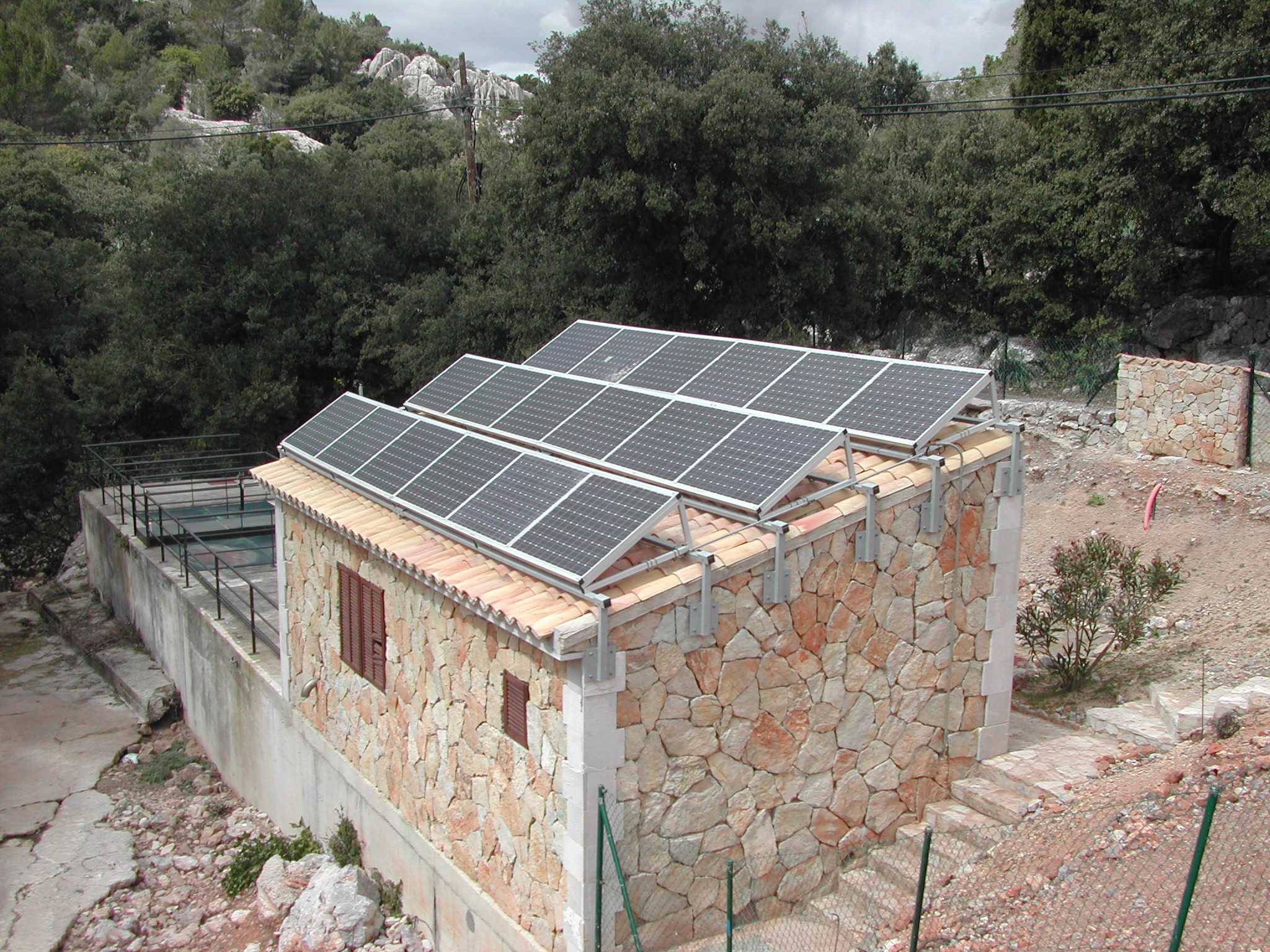
Photovoltaikanlage eines Hauses

In von bestehender Versorgungsinfrastruktur abgelegenen Gegenden nehmen die Kosten für die zu schaffende Infrastruktur (elektrische Netze, Gasnetz …) einen zunehmenden Anteil an den Kosten der Energieversorgung ein. Hierzu zählt z. B. auch der Transport von Brennstoffen zu Berghütten oder eine Anbindung von Seezeichen an eine elektrische Energieversorgung.
Fallende Anlagenpreise lassen insbesondere dezentral zu erschließende erneuerbare Energien wirtschaftlicher werden. Die Wahl hängt vom zeitlich anliegenden Angebot und dem jeweiligen Lastgang ab – Wasserkraft für manche Berghütte, Wellenenergie für ein Seezeichen, Windgenerator für die Segelyacht, Solarmodule für das Wohnmobil. Für eine Überbrückung von ertragsschwachen Phasen können unterschiedliche Arten von Speichern wie z. B. Akkumulatoren, Wärmespeicher etc. zum Einsatz kommen. Kommen für die Versorgung mehrere Erzeuger zum Einsatz, so spricht man von einem Hybrid-System. Auf erneuerbare Energien spezialisierte Projektentwickler bieten Lösungen zur Versorgung nicht an ein Netz angeschlossener Gebiete mittels einer Kombination mehrerer Technologien sowie Speichern an.
Oft werden Licht und andere Verbraucher direkt mit der Akkumulator-Gleichspannung (z. B. 12 V) des Inselsystems versorgt. Damit können die Verluste der Netzteile und eines Wechselrichters vermieden werden. Elektrowärme ist zwar energetisch sehr effizient, aber sehr teuer aufgrund der Elektroenergieerzeugung, daher wird z. B. zumindest eine Wärmepumpe eingesetzt. Diese hat eine Leistungszahl von 3 bis 5 und kann überdies oft auch zum Kühlen verwendet werden. Alternativ und weniger kostenintensiv ist stattdessen die Installation von Sonnenkollektoren mit Wärmespeicher.

### Sonstiges
Zur Versorgung von abgelegenen unbesetzten Wetterstationen, Funkfeuern und für manche Raumflugkörper werden Isotopenbatterien verwendet. Oft dienen diese zugleich zur Heizung. Sie besitzen einen geringen Wirkungsgrad, jedoch eine jahrzehntelange, wartungsfreie Betriebszeit. Die installierten elektrischen Leistungen reichen von einigen Watt bis wenigen hundert Watt.